# Dora Hennig
Dora Hennig (eigentlich Dorothea) (* 1. Juni 1902 in Mainz; † 11. März 1989 ebenda) war eine deutsche Hausfrau und Politikerin (SPD).

## Leben
Hennig besuchte die Volksschule Mainz und arbeitete dann als Haushaltshilfe. Während des Ersten Weltkriegs war sie in der Rüstungsindustrie und danach bis 1936 in der Metallindustrie tätig sowie Hausfrau. 1925 wurde sie Mitglied im Deutschen Metallarbeiterverbandes.
Während des Zweiten Weltkriegs war sie bei der Reichsbahn dienstverpflichtet.
Sie war seit 1927 Mitglied der SPD. 1946 bis 1969 gehörte sie dem Stadtrat von Mainz an. 1959 wurde sie Mitglied des SPD-Vorstands Rheinhessen und Vorsitzende des SPD-Frauenverbands im Bezirk Rheinhessen. 1951 wurde sie in den zweiten Landtag Rheinland-Pfalz gewählt, dem sie eine Wahlperiode lang bis 1955 angehörte. Im Landtag war sie Mitglied im Ausschuss für Sozialpolitik und Fragen der Vertriebenen und dem Petitionsausschuss.

## Auszeichnungen
- Freiherr-vom-Stein-Plakette (1962)
- Gutenberg-Statuette (1967)
- Ehrenring der Stadt Mainz (1969)